# 伍德沃斯号驱逐舰
伍德沃斯号驱逐舰（英語：USS Woodworth，舷号：DD-460），是第二次世界大战期间美國海軍建造的一艘班森级驱逐舰，舰名取自塞利姆·E·伍德沃思海军中校。
该舰由伍德沃斯中校的儿媳塞利姆夫人冠名，伯利恒钢铁公司负责修建。全舰于1941年4月30日在加利福尼亚州旧金山铺设龙骨，1941年11月29日下水。1942年4月30日，伍德沃斯号正式服役。

## 设计与装备
早期本森级驱逐舰的船体与辛姆斯级驱逐舰相似，但尺寸的提升使得该舰可额外负载50至60吨。为避免局部受损导致全舰瘫痪，本森级配备了两套锅炉与烟囱系统，为该级明显特征。由于2,100吨新型驱逐舰弗莱彻级产量不及预期，随着战争的临近，本森级于1940年12月再次投产，伍德沃斯号即属于该批复产舰船。该舰建造时解决了部分早期班森级驱逐舰反映出的问题，拆除了后鱼雷发射管和3号主炮塔并装备了1座四联装1.1英寸加农炮。随着战争的进行，该舰防空火力也获得了提升，1.1英寸加农炮被替换为博福斯40毫米高射炮，厄利孔20毫米机炮数量也有所增加。

## 服役历史

### 第二次世界大战
在完成为期四个月的训练和试航调整后，伍德沃斯号开始在西南太平洋海域执行护航任务。期间，她先后到访多个位于澳大利亚与瓜达尔卡纳尔岛之间的港口。1943年1月，她加入第65特遣舰队，在新赫布里底群岛的圣灵岛西部海域巡逻和训练。2月2日，伍德沃斯号加入理查德·P·利里（Richard P. Leary）中将指挥的第69特遣舰队，两天后，舰队与第18特遣舰队会合并组成联合舰队。此后，伍德沃斯号于所罗门群岛和新赫布里底群島附近海域巡逻并护送运输船队。3月1日，伍德沃斯号护送运输舰抵达斐濟，在当地短暂休整后于13日返回圣灵岛，加入以企业号为核心的第15特遣舰队。21日，她抵达目的地，自次日起即开始为补给船提供护航。
4月3日，伍德沃斯号返回所罗门群岛并于5日抵达图拉吉岛，此后于该岛附近海域巡逻。6日，她护送坦帕汉诺克号补给舰前往库库姆（Kukum），7日，两舰在苏拉岛（Rua Sura Island）北部遭遇六架日军飞机空袭。四枚航空炸弹落在塔帕汉诺克号附近，其中的两枚于右舷爆炸，溅起巨大水花。此次空袭大概持续了四分钟，仅造成船体轻微损伤，没有人员伤亡。4月下旬至5月初，伍德沃斯号在新赫布里底群岛和新喀里多尼亞之间执行常规任务。5月8日至6月29日，她护送载有美国海军陆战队增援部队的运输船前往瓜达尔卡纳尔岛，协助掩护由两艘航空母舰、三艘战列舰、一艘巡洋舰和几艘驱逐舰所组成的第10特遣舰队前往努美阿。护航任务结束后，伍德沃斯号继续前往新西兰奥克兰并在那里获得了有限的补给，随后其护送塔卢拉号油轮前往努美阿。此后，她继续护送运输舰往返于圣灵岛与瓜达卡纳尔群岛之间。6月30日，伍德沃斯号在护送两栖部队前往伦多瓦岛时遭到12架低空飞行的日本魚雷轟炸機袭击。她采取规避机动躲过了所有鱼雷，空袭中，仅有一名船员受伤，而舰体仅因机枪扫射而轻微受损。
7月2日，伍德沃斯号和詹金斯号两艘驱逐舰炮击了位于新喬治亞島、旺古纳（Vonguna）和威克姆岛上的日军阵地，协助海军陆战队登陆推进。第二天，她启程途经佛罗里达群岛的珀维斯湾和伦多瓦湾（Rendova Harbor），最终于5日抵达罗斯安克雷奇（Rice Anchorage）并参加了之后美军在那里展开的第一次登陆作战。当天晚些时候，她启程返回珀维斯湾。11日，伍德沃斯号与凯提号、克罗斯比号、雪利号三艘高速运输舰一起参加了罗斯安克雷奇的第二次登陆行动。13日，伍德沃思号所属第36.1特混舰队参加了为控制科隆班加拉島和舒瓦瑟爾島之间海域而展开的科隆班加拉海战，她们的对手是由一艘巡洋舰和五艘驱逐舰组成的日军舰队。战斗过程中，伍德沃斯号向敌舰发射了一轮鱼雷，但其中一枚发射失败。稍后，她的船尾又与布坎南号发生刮碰，造成自身漏水和轻微损伤，随后她继续掩护被鱼雷击中的圣路易斯号轻巡洋舰。此次海战中，伍德沃斯号没有人员伤亡。
此后，伍德沃斯号继续在圣灵岛与瓜达尔卡纳尔岛之间执行巡逻和护航任务，直到10月7日加入第38特遣舰队。训练结束后，她于10月29日跟随以萨拉托加号与普林斯顿号航空母舰为核心的第38特遣舰队离开圣灵岛。她们于11月1日至2日期间对肖特蘭群島的布卡島发动了空袭，并于月5日和11日两次空袭拉包爾。14日，伍德沃斯号离开第38特遣舰队。16日，她护送平克尼号后送运输舰前往瓜达尔卡纳尔岛，随后重新加入第36.1特混舰队，承担起所罗门海域巡航任务。12月26日，伍德沃斯号装载1,500发127毫米火炮炮弹及其发射药离开圣灵岛，前往图拉吉附近的珀维斯湾。
1944年1月8日晚，伍德沃斯号参加了对肖特兰群岛的炮击任务，期间日军虽然开火还击，却并没有造成美军舰队损失。此后，她一直在所罗门群岛北部和俾斯麦群岛之间进行护航和巡逻行动。13日，她加入第12驱逐舰中队，与法拉霍尔特号、兰斯当号、布坎南号一起前往布干维尔岛东北海岸、巴纽港（Baniu Harbor）、琉璃湾（Ruri Bay）等处对日军的海岸设施、驳船集中港口、中转补给设施发动炮击，在此过程中，日军没有对舰队发起任何反击。在穿越布干维尔海峡时，伍德沃思号向舒瓦瑟尔岛西北部的一个日本野战据点进行了五轮齐射。1月下旬至2月上旬，伍德沃斯号前往托罗基纳进行护航与训练演习并在布干维尔附近袭击日本补给船，随后前往澳大利亚悉尼执行护航与训练任务。
2月13日，伍德沃斯号与第38特遣舰队的其他船只一起为美军在绿岛的作战行动提供掩护。第二天，特遣舰队遭到敌方六架俯冲轰炸机的袭击，圣路易斯号被击中并导致舰上23人阵亡。随后，一些小艇逐渐靠近舰队，但很快就被火力压制，在这一系列袭击中，伍德沃斯号与其姊妹舰无一受损。14日至15日，伍德沃斯号与第12驱逐舰中队各舰以及拉德纳号在新不列顛拉包尔以北的聖佐治海峽进行扫荡巡航，但没有遇到日本船只。17日和18日，这5艘驱逐舰对拉包尔以及普拉德角（Praed Point）的海岸设施与岸炮进行炮击。之后数天，舰队发现了一些敌方船只，伍德沃斯号在辛普森港与科维亚湾（Kervia Bay）多次使用鱼雷对它们发动攻击。24日，在沿着楚克群島至卡維恩航道巡航时，伍德沃斯号在卡维恩西北约60英里处使用雷达发现了一艘日本商船和一艘载有大量货物的大型运输舰，她随即使用主炮对它们进行了38轮炮击，最终，商船被随后前来支援的第24驱逐舰中队击沉。
3月1日至21日，伍德沃斯号在所罗门群岛执行常规任务。期间，她多次对敌军据点展开袭击，但均没有受到反击。22日，伍德沃斯号与布坎南号一同离开珀维斯港前往珍珠港。她与五艘商船在瓜达尔卡纳尔岛附近加入第35.6特混舰队。4月9日，伍德沃斯号离开珍珠港驶往旧金山。15日，她到达马雷岛海军造船厂干船坞进行修理与改造。此后一段时间，伍德沃斯号一直在造船厂进行维修改造并在附近海域进行试航与船员训练。7月21日，她加入第12.1特混舰队并与邓拉普号、甘明斯号、范宁号三艘驱逐舰以及巴尔的摩号巡洋舰一起护送总统富兰克林·罗斯福前往珍珠港与切斯特·尼米兹上将及道格拉斯·麦克阿瑟上将探讨美军在太平洋的未来战略。会议结束后，特遣舰队继续护送总统北上前往阿拉斯加州和阿留申群島。罗斯福总统于8月8日在科迪亚克离开巴尔的摩号，继而改乘甘明斯号返回华盛顿州布雷默顿。伍德沃斯号于8月14日抵达旧金山并于次日启程前往珍珠港，最终于20日抵达。
9月30日，伍德沃斯号前往乌利西环礁进行反潜巡航任务，10月7日，她加入了第38.1特混舰队。10日，伍德沃斯号所属特遣舰队的航空母舰开始空袭冲绳岛，随后舰载机群飞往吕宋岛北部的阿帕里进行空袭。12日，舰队对台湾岛发动袭击。当天18时15分，伍德沃斯号正在舰队中心以东12英里处警戒，此时她遭到了日本鱼雷轰炸机的空袭。她随即向机群开火，但没有取得任何战果，期间共消耗160发5英寸主炮炮弹、100发40毫米弹药以及300余发20毫米炮弹。第二天，五架一式陸上攻擊機袭击了舰队，伍德沃斯号击落了其中的一架。14日，日军共实施了三轮空袭，舰载战斗机拦截并击退了前两波。第三波则由八到九架敌机组成，战后伍德沃斯号上报称击落了其中的三架。15日，第38.1特混舰队开始为攻击菲律宾的日本设施做准备。18日，对吕宋岛的空袭拉开了持续半个月攻势的序幕，这些行动为道格拉斯·麦克阿瑟解放菲律宾计划第一阶段的实施提供了有力的支持。战役结束后，伍德沃斯号离开第38.1特混舰队并前往萊特灣加入第30.3特混舰队，随它们一同前往乌利西。11月，伍德沃斯号在埃內韋塔克環礁进行舰队演习、反潜巡逻，随后护送了一支船队前往帕劳群岛。12月，她在帕劳群岛的贝里琉岛和安加尔岛附近海域巡逻并独自进行反潜警戒，随后她护送商船前往莱特湾。
1945年1月2日，伍德沃斯号与马卡拉号驱逐舰一同掩护一支由5艘商船组成的舰队前往乌利西。在那里，伍德沃斯号承担起部分港口货物与人员的转运任务。12日，她与马卡拉号一起出海协助救援LCI(L)-600号步兵登陆艇，随后两舰协同进行敌舰搜索和猎杀任务。15日，伍德沃斯号前往帕劳群岛的科索尔航线附近进行炮术训练。此后直至5月5日，她都在乌利西环礁附近海域执行搜救与训练任务。5月9日，伍德沃斯号前往冲绳西南的运输锚地巡逻，第二天，她护送马金岛号护航航空母舰前往慶良間群島，并在那里加入了一支由6艘护航航母和9艘护卫船只组成的特遣舰队。10日至28日，伍德沃斯号参加了对冲绳的常规空袭。此后，她和约翰·D·亨雷号驱逐舰一同护送那托马湾号护航航母返回庆良间并在那里进行了维修。6月7日，在一次对日军的空袭中，两架日本飞机突破了舰队防空网，对护航航空母舰进行神风攻击。其中一架撞上了那托马湾号，另一架则坠入大海。
6月8日至21日，伍德沃斯号继续为在冲绳、九州、琉球及附近岛屿的空袭提供支援，在此期间她救起了一名隶属于汽船湾号护航航母的坠机飞行员。6月22日至23日，伍德沃斯号在冲绳附近执行雷达警戒任务，24日，她离开琉球，前往莱特湾。7月1日至10日，她加入第38特遣舰队，为油轮与补给船提供掩护。此后直至月末，她一直为舰队空袭日本据点提供后勤支援。8月2日，伍德沃斯号护送奈沙尼克号油轮经關島前往乌利西。12日，她尝试营救一名战机坠毁的飞行员，但最终任务失败。14日，她独自运送邮件与人员前往硫磺島附近的特遣舰队。22日，她被重新划归托马斯·L·斯普拉格少将的舰队，护送以提康德羅加號航空母艦为核心的船队对日本本土展开第一轮空袭。9月5日，伍德沃斯号进行了炮击训练和补给，10日，舰队抵达東京灣。此后，她在附近海域执行训练与护航任务直到月底。10月1日，伍德沃斯号启程前往冲绳并于6日搭载8名军官与50名士兵启程返回美国本土。19日，她抵达波特兰，10天后，她继续向南驶往加利福尼亚州的圣佩德罗。

### 战后和意大利海军时期
11月，伍德沃斯号被转移至大西洋舰队，途经巴拿马运河前往南卡罗来纳州的查尔斯顿。在那里经过修理后，她于1946年4月11日退出现役并随后封存。1947年1月30日，伍德沃斯号启封，转入海军预备役并开始相关调试工作。1950年11月21日，伍德沃斯号恢复正常使用状态，次年1月14日，该舰于布魯克林造船廠正式退役，开始作转移意大利前的全面检修。1月22日，伍德沃斯号从美国海军除籍，随后于6月11日转交意大利海军。
伍德沃斯号转入意大利海军后，更名为炮兵号（Artigliere），舷号D 553，曾先后作为舰队驱逐舰、机动鱼雷艇集群指挥舰等舰种执行任务。1971年1月，炮兵号从意大利海军除籍。1971年后，她被用于海军学员训练，她的一个螺旋桨则被安置在位于撒丁岛的卡拉基耶萨（Cala Chiesa）海军学校前。在作为训练船只使用一段时间后，1981年，她被运至拉斯佩齐亚海军基地。1983年5月27日，她被拖出拉斯佩齐亚湾，随后被掃羅級潛艇使用试验性鱼雷击沉。

## 荣誉
伍德沃斯号驱逐舰在第二次世界大战中共获得7枚战斗之星：
| 战役或行动                 | 日期（包含期间各任务段）     |
| -------------------------- | ---------------------------- |
| 瓜达尔卡纳尔岛攻防战       | 1942年11月12日               |
| 俾斯麦群岛战役             | 1943年1月30日至1944年2月25日 |
| 所罗门群岛南部战役         | 1943年4月7日至5月13日        |
| 布干维尔岛战役             | 1943年11月1日至11日          |
| 莱特湾战役                 | 1944年10月10日至19日         |
| 冲绳战役                   | 1945年5月8日至6月23日        |
| 第三次日本海域舰队联合作战 | 1945年7月11日至8月15日       |

## 历任舰长
| 姓名       | 译名                     | 军衔 | 任职时间                    |
| ---------- | ------------------------ | ---- | --------------------------- |
|            | 小理查德·克里斯多夫·韦伯 | 少校 | 1942年4月30日               |
|            | 维吉尔·弗朗西斯·戈迪尼尔 | 中校 | 1943年1月4日                |
|            | 查尔斯·罗伯特·斯蒂芬     | 少校 | 1943年8月13日               |
|            | 威廉·佩登·麦克           | 中校 | 1944年11月1日-1946年4月11日 |
| 参考文献： |                          |      |                             |